# Рейнеке, Егор Самойлович
Его́р Само́йлович фон Ре́йнеке  (1790—1868) — консул Российской империи в Великом герцогстве Мекленбург-Шверинском, участник войны 1812 г. и зарубежного похода 1814, тяжело ранен при штурме Парижа.

## Биография
Происходит из старинного дворянского рода.
Егор Самойлович принял присягу на подданство России и вступил в службу в 1803 г. в Канцелярию государственного Казначея. В 1811 закончил Дерптский университет и был переведен в канцелярию статс-секретаря Императора Молчанова П. С.
20 июля 1812 г. поступил в 1-й волонтерный казачий полк Санкт-Петербургского ополчения. В корпусе маркиза Паулуччи прошел, «участвуя во многих делах», преследуя неприятеля от Риги до Мемеля. В 1813—1814 г.г. воевал в Пруссии и Саксонии. В 1814 при генерале от кавалерии гр. Витгенштейне участвовал в сражениях при Арси-сюр-Об и Фершампенуазе. При взятии Парижа тяжело ранен в поясницу. Награждён орденом св. Анны 4 ст. за храбрость, медалями «За 1812 г» и «За взятие Парижа».
По окончании войны вернулся в канцелярию Молчанова. В 1816 г. поступил в Государственную коллегию Иностранных дел, позже — Министерство, где работал 52 года. В 1817 г. награждён бриллиантовым перстнем за участие в организации бракосочетания будущего Императора Николая I. В 1831 назначен консулом в Великое герцогство Мекленбург-Шверинское, в котором служил до самой смерти, 37 лет. Не раз доставлял лично документы особой важности из Берлина в Санкт-Петербург и обратно.
Его сын генерал-лейтенант Александр Георгиевич Рейнеке — видный русский военный педагог.
Младший сын Константин был помощником отца, вице-консулом, в Ростоке, умер в 25 лет, за 2 года до отца.
В 1838 г. Император пожаловал Егору Самойловичу ещё один бриллиантовый перстень, а в 1839 г. Великий герцог Мекленбург-Шверинский подарил Егору Самойловичу драгоценную табакерку за содействие торговле между российскими и шверинскими портами. В 1840 г. Император Николай I пожаловал Егору Рейнеке диплом и герб потомственного дворянина Санкт-Петербургской губернии.
Умер 26 октября 1868 и похоронен в Ростоке на Старом кладбище.
Награждён орденами св. Владимира 2 и 3 ст., св. Анны 2 ст. с императорской короной, 3 и 4 ст., св. Станислава 2 и 3 ст., Знаком отличия «За 50 лет беспорочной службы». Коллежский советник.
Егор Самойлович стал прототипом одного из главных героев романа российского историка Аллы Бегуновой «Звенья разорванной цепи», М., «Вече», 2011 г., из цикла книг о внешней разведке России.

## Общественная деятельность
Егор Самойлович был активным членом Императорского вольного экономического общества, награждался золотой медалью за работы по аграрным проблемам. Это было старейшее учёное общество империи, первая общественная организация в России. Учреждено в 1765 году Екатериной II.
Один из видных российских масонов, великий секретарь Великой ложи «Астрея», почётный член большинства других лож. Российские масоны внесли выдающийся вклад в развитие русской культуры и общественной жизни, в европеизацию страны, в формирование армии и государственного аппарата.
Во время восстания декабристов сохранил верность присяге. Сообщил Императору, что князь М. П. Баратаев предлагал ему вступить в орден «карбонариев».